# Ossaea rufibarbis
Ossaea rufibarbis är en tvåhjärtbladig växtart som beskrevs av José Jéronimo Triana. Ossaea rufibarbis ingår i släktet Ossaea och familjen Melastomataceae. Inga underarter finns listade i Catalogue of Life.